# Hymenostomum striatum
Hymenostomum striatum là một loài rêu trong họ Pottiaceae. Loài này được Geh. & Hampe mô tả khoa học đầu tiên năm 1879.